# Ben Hatskin Trophy
Ben Hatskin Trophy var ett årligt pris i World Hockey Association som gavs till ligans bäste målvakt. Namnet på trofén kommer från grundaren av ishockeyklubben Winnipeg Jets, Ben Hatskin.

## Vinnare 1973-1979
| Säsong    | Målvakt        | Lag                 |
| --------- | -------------- | ------------------- |
| 1972/1973 | Gerry Cheevers | Cleveland Crusaders |
| 1973/1974 | Don McLeod     | Houston Aeros       |
| 1974/1975 | Ron Grahame    | Houston Aeros       |
| 1975/1976 | Michel Dion    | Indianapolis Racers |
| 1976/1977 | Ron Grahame    | Houston Aeros       |
| 1977/1978 | Al Smith       | New England Whalers |
| 1978/1979 | Dave Dryden    | Edmonton Oilers     |